# Peter K. Wagner
Peter K. Wagner (* 10. April 1986 in Graz, Steiermark) ist ein österreichischer Journalist. Er ist seit 2019 Chefredakteur der Grazer Straßenzeitung Megaphon. Zu seinen Spezialgebieten zählen soziale Themen und Fußballkultur.

## Leben
Peter K. Wagner studierte „Journalismus und Public Relations“ an der Fachhochschule Joanneum in Graz und arbeitete für 11FREUNDE in Berlin, Playboy in München sowie LAOLA1.at und ballesterer in Wien. Im Herbst 2015 begleitete er den Launch des Printmagazins „Futter“ der Kleinen Zeitung.
Seit 2014 schreibt Wagner Artikel und Beiträge für das steirische Wirtschafts- und Politik-Monatsmagazin FAZIT. 2017 und 2018 korrespondierte Wagner für die Wiener Zeitung aus der Steiermark. 2018 war er Mitgründer des Digital-Startups „Getitun“, das der fortschreitenden Spaltung der Gesellschaft entgegenwirken wollte. 2019 wurde er Chefredakteur der Straßenzeitung Megaphon. Unter seiner Führung unterzog sich das Medium einem Relaunch. Seit 2024 ist er auch Chefredakteur des Magazins der Vereinigung der Fußballer, der Interessensvertretung aller in Österreich tätigen Amateur- und Profifußballer.
Zu Beginn der COVID-19-Pandemie startete das Redaktionsteam eine Spendenkampagne für die Megaphon-Verkäufer. Die Aktion brachte rund 23.000 Euro ein. 2020 erhielt das Megaphon-Team den Menschenrechtspreis des Landes Steiermark.

## Soziales Engagement
Wagner gründete mit 13 Jahren den HFC Graz 1999, einen Verein für Freizeitfußball, der aufgrund des Krebstod eines Gründungsmitglieds seine Jahresüberschüsse an die „Steirische Kinderkrebshilfe“ spendete. Der HFC Graz 1999 setzte in Wagners Präsidentschaft starke Zeichen zur Integration von Geflüchteten. Wagner war Mitinitiator sowie Vorstand der „Hobby-Fußball-Liga Graz“, einer Freizeitfußballliga für den Großraum Graz. Zusammen mit dem Futsal-Verein „Panthera Graz“ startete Wagner das soziale Fußballprojekt „FC Stammplatz Megaphon“. Ziel war es, Menschen mit Flucht- und Migrationshintergrund „nicht nur zu trainieren, sondern insbesondere auch [...] in Sozialfragen zu unterstützen und [an Fußballvereine] weiterzuvermitteln“. Der Kooperationsverein Panthera erhielt für das Integrationsprojekt den „Social Football Award 2021“ vom Österreichischen Fußball-Bund (ÖFB). Seit 2022 ist Wagner Schriftführer des Vereins „Steirische Kinderkrebshilfe“. Wagner ist Lektor an der Fachhochschule Joanneum an den Studiengängen „Journalismus und Public Relations“ sowie „Informationsdesign“.

## Podcaster
2018 startete Peter K. Wagner zusammen mit Fabio Schaupp den wöchentlichen Podcast „Die beste Liga der Welt“, der sich der österreichischen Fußball-Bundesliga widmet. Seit September 2024 erscheint der Podcast auch auf der österreichischen Onlinepräsenz des Sportmagazins Kicker. Zum Anlass von 100 Jahre Caritas Steiermark hostete Wagner den Podcast „Ein gutes Leben für alle“, in dem er mit prominenten Persönlichkeiten wie Josef Zotter, Paul Pizzera, Marlene Engelhorn  oder Nava Ebrahimi  über soziale Gerechtigkeit sprach.

## Synchronsprecher
Seit 2021 beteiligt sich Wagner an dem Webvideo-Projekt „Endiversum“, in dem er Sprechrollen als „Dr. Lectio“, „Petyr der Magier“ und einigen Statisten annimmt.

## Herausgeber
Im Herbst 2023 veröffentlichte Wagner mit Thomas Seidl  und Fabio Schaupp das Kinderbuch „A wie Alaba“, in dem heimische Fußballstars als Alphabet-Lernhilfe fungieren. Zwei Euro pro verkauftem Buch wurden an Tor.Chance, den Spendenverein des ÖFB-Teamspielers Michael Gregoritsch gespendet.

## Auszeichnungen
- Menschenrechtspreis des Landes Steiermark 2020 (als Teil des Megaphon-Teams)
- Sports Media Austria-Journalistenpreis 2021 (für den Artikel „Der zwölfte Mann“ auf ZEIT Online)[26][27]